# Katharina Haecker
Katharina Haecker (Amburgo, 31 luglio 1992) è una judoka australiana.

## Palmarès
- Campionati oceaniani

Auckland 2014: oro nei 63 kg;
Nouvelle 2015: oro nei 63 kg;
Canberra 2016: oro nei 63 kg;
Tonga 2017: oro nei 63 kg;
Noumea 2018: oro nei 63 kg.
- Campionati asiatico-pacifici

Fujairah 2019: oro nei 63 kg.